# Jernej Koblar
Jernej Koblar, slovenski alpski smučar, * 30. september 1971, Jesenice.
Koblar je za Slovenijo nastopil na Zimskih olimpijskih igrah 1994, Zimskih olimpijskih igrah 1998 in 2002.
V Lillehammerju je nastopil v veleslalomu in superveleslalomu. V veleslalomu je osvojil 22. v superveleslalomu pa 29. mesto.
Na igrah v Naganu je nastopil v smuku, superveleslalomu, veleslalomu in v kombinaciji. V smuku je bil 20., v superveleslalomu 17., v vesleslalomu 22., v kombinaciji pa je odstopil.
Na svojih zadnjih igrah v Salt Lake Cityju je nastopil v smuku, veleslalomu, superveleslalomu in v kombinaciji. V smuku je osvojil 33. mesto, v veleslalomu je bil 18., v kombinaciji je končal na 9. mestu, v superveleslalomu pa je bil 15.